# کاستلتو مولینا
کاستلتو مولینا (به ایتالیایی: Castelletto Molina) یک کومونه در ایتالیا است که در استان آسته واقع شده‌است.

## خصوصیات
کاستلتو مولینا ۳٫۰ کیلومترمربع مساحت و ۱۸۴ نفر جمعیت دارد و ۲۲۷ متر بالاتر از سطح دریا واقع شده‌است.

## نگارخانه

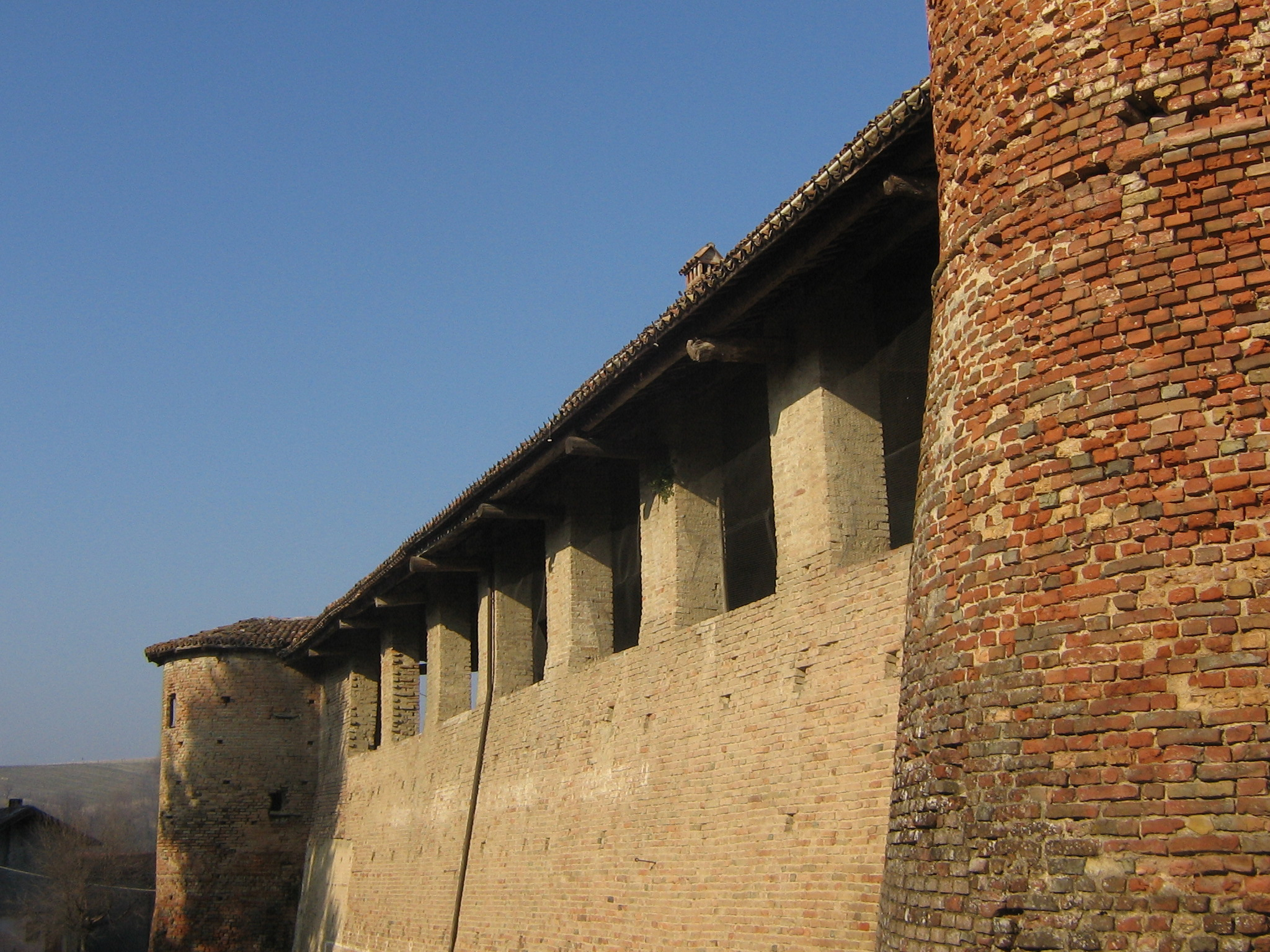